# Calophyllum drouhardii
Calophyllum drouhardii là một loài thực vật có hoa trong họ Calophyllaceae. Loài này được H.Perrier mô tả khoa học đầu tiên năm 1948.